# Sammy Davis Jr.
Pour les articles homonymes, voir Davis et Sammy Davis.
Samuel Davis Jr., dit Sammy Davis Jr., né le 8 décembre 1925 à Harlem (New York) et mort le 16 mai 1990 à Beverly Hills (comté de Los Angeles), est un chanteur, danseur, acteur, imitateur et multi-instrumentiste américain.

## Biographie

### Enfance
Samuel George Davis Jr. naît dans le quartier de Harlem, à Manhattan, à New York. Il est le fils d'Elvera Sanchez, une danseuse, et de Sammy Davis Sr., un artiste touche-à-tout afro-américain. Le couple gagne sa vie en jouant dans des comédies populaires au théâtre. Nourrisson, il est élevé par sa grand-mère paternelle. Le petit Sammy n'est âgé que de trois ans lorsque ses parents divorcent. Pour éviter de perdre la garde de son fils, Sammy Sr. l'emmène avec lui en tournée. Au sujet de sa mère, Sammy Davis Jr. prétendra toute sa vie qu'elle était portoricaine, mais l'un de ses biographes affirme que celle-ci était en fait d'origine cubaine. Sammy aurait menti pour éviter d'être confronté aux sentiments anti-cubains des États-Unis dans les années 1960, à leur apogée après la crise des missiles en 1962.
Enfant, il apprend la danse grâce à son père et à celui qu'il considère comme son « oncle », Will Mastin, le leader de la troupe où danse Sammy Sr. Bientôt, le tout jeune Sammy Jr. âgé de six ans rejoint son père et Will Mastin sur les planches dans un numéro de music-hall pour former le Will Mastin Trio. À huit ans, il est présenté en vedette avec smoking et souliers vernis dans les salles où la troupe se produit. À l'âge de treize ans, il danse sur scène à raison d'un à trois passages par soirée. Tout au long de sa carrière, Sammy Davis Jr. reversera une partie de ses cachets aux membres de son ancien groupe.

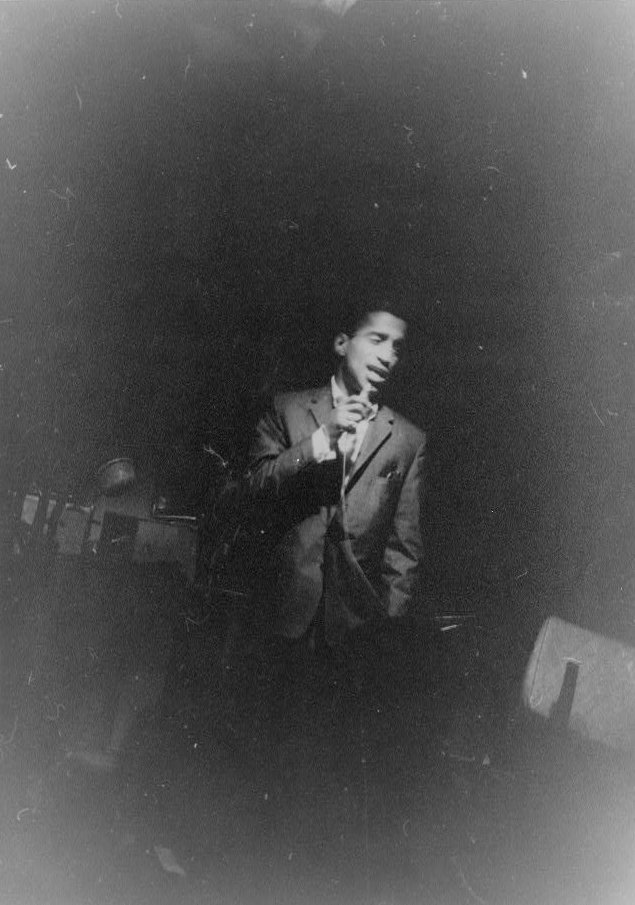
Sammy Davis Jr. lors d'un concert au club Birdland de New York, au profit de la National Urban League, le 10 juin 1956 (photographie de Carl Van Vechten).

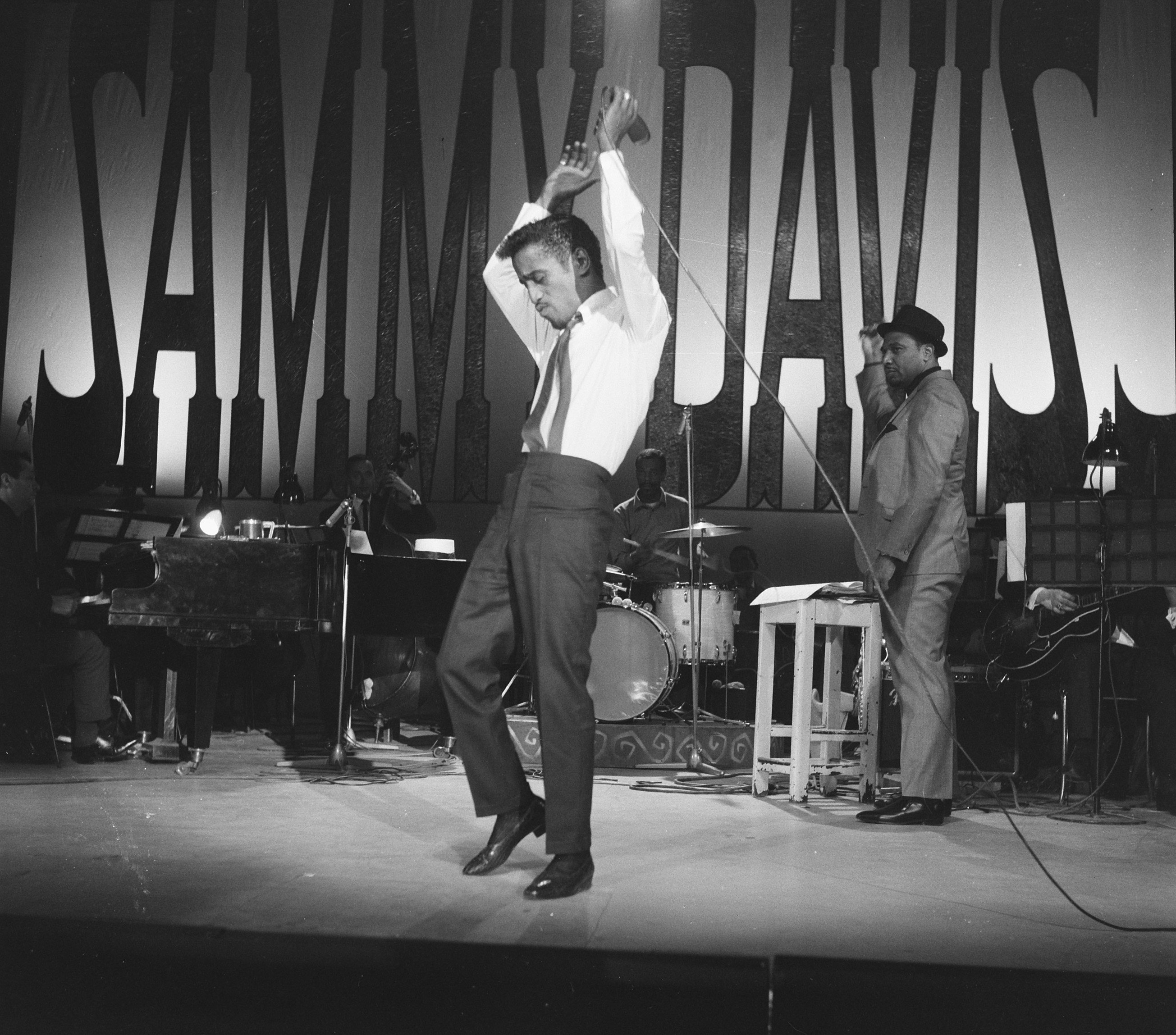
Sammy Davis Jr. sur la scène du théâtre Carré à Amsterdam, aux Pays-Bas, le 20 mars 1964.

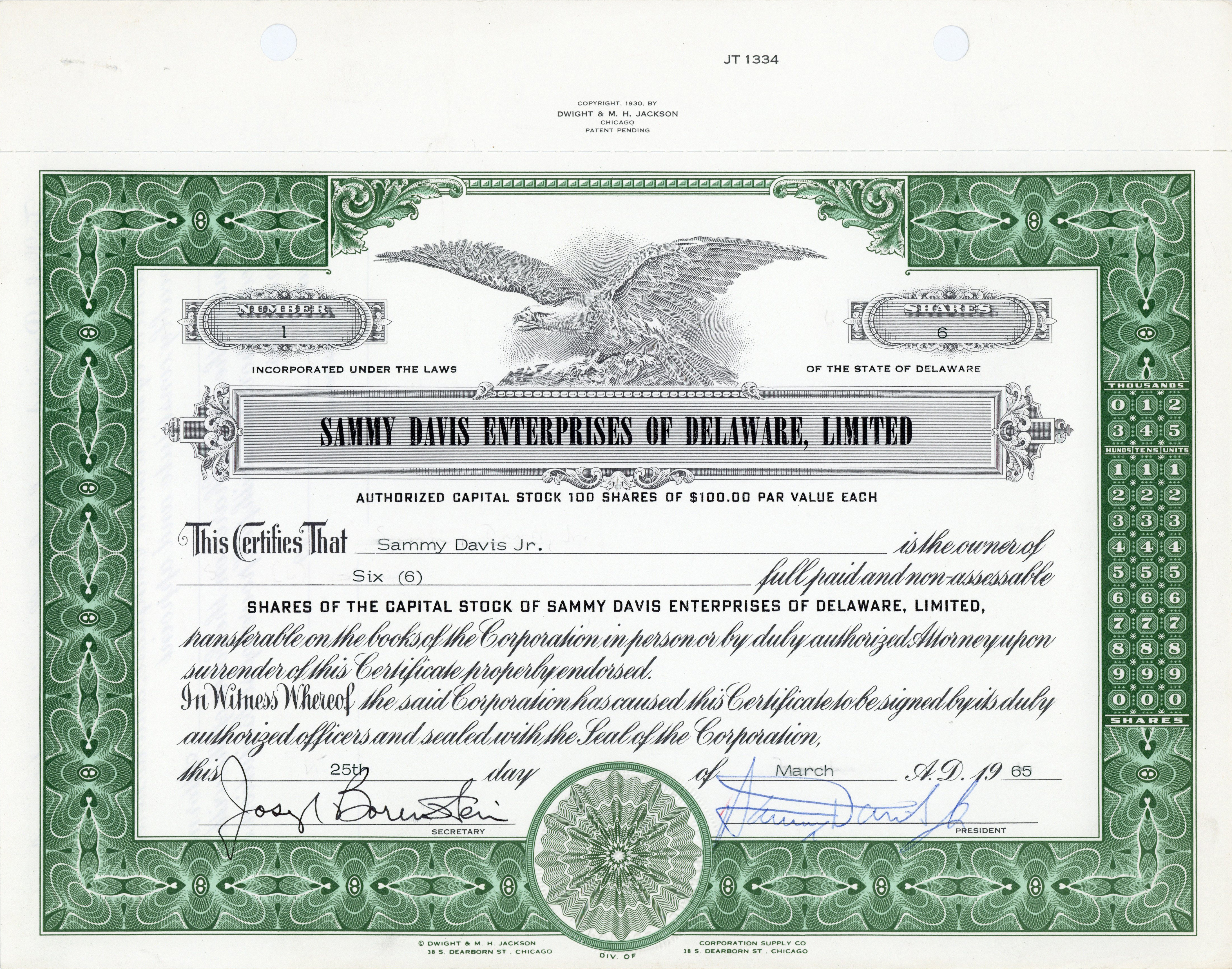
Action fondatrice no 1 de Sammy Davis Enterprises of Delaware, Ltd. de 6 parts de 100 $ chacune, émise le 25 mars 1965, enregistrée au nom de Sammy Davis Jr. et portant sa signature manuscrite de président. Le capital-actions de sa société de production était de 10000 $.

Son père et Will Mastin font tout pour protéger l'enfant du racisme ambiant. Ils lui expliquent, par exemple, que les railleries et pis dont il est victime pendant la Seconde Guerre mondiale sont l'expression de la jalousie. Quand Sammy Jr. est enrôlé dans les forces américaines en 1942, il se voit confronté au racisme pour la première fois. Il racontera plus tard : « La nuit, le monde était différent. Ce n'était plus une question de couleur. C'est là que je me suis rendu compte que mon père et Will m'avaient protégé jusque-là. Ils avaient espéré que je puisse échapper aux moqueries et à la haine. Je leur en étais reconnaissant, mais ils avaient eu tort. C'était comme si j'étais passé par une porte battante pendant dix-huit ans, une porte qu'ils avaient secrètement toujours laissé ouverte. »

### Carrière
Malgré les railleries et grâce au sergent Williams qui lui fait découvrir Oscar Wilde et Shakespeare, Sammy Jr. rejoint une unité de divertissement pendant son service militaire, et découvre qu'être sous les projecteurs constitue une sorte de bouclier contre le racisme. « Mon talent était une arme, une force, un moyen de me défendre. C'était le seul moyen dont je disposais pour tenter de faire réfléchir la personne en face de moi », a-t-il déclaré.
De retour à la vie civile, il participe à des spectacles de danse et de chant et commence à connaître le succès. Il finit par se faire repérer par une maison de disques et enregistre un premier album en 1954, Starring Sammy Davis Jr. Un deuxième disque, Just for lovers paraît l'année suivante. En 1956, alors que sa carrière décolle, il décroche un second rôle à Broadway dans la comédie musicale Mr. Wonderful aux côtés de son père et de Will Mastin. Le spectacle est un succès, représenté près de quatre cents fois.

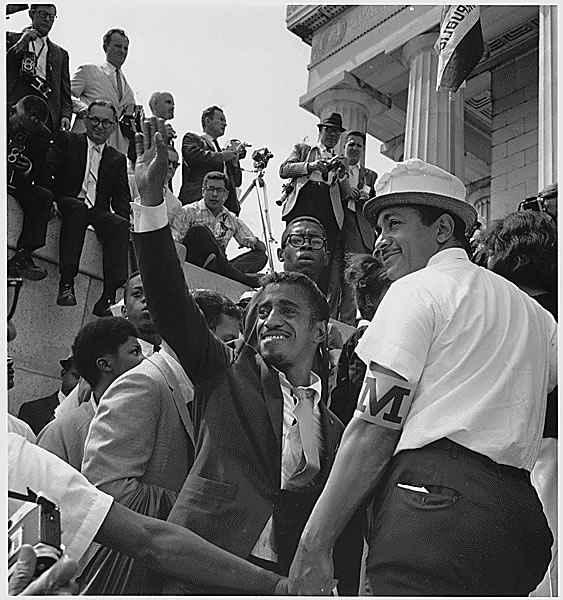
Sammy Davis Jr. (au centre) lors de la Marche vers Washington pour le travail et la liberté à Washington DC, en 1963.

En 1959, son vieil ami Frank Sinatra l'invite à rejoindre le Rat Pack, un groupe créé et emmené par Frank Sinatra lui-même, et dont Sammy Davis Jr. et Dean Martin constituent les membres les plus populaires auprès du public. Le Rat Pack enregistre des dizaines de disques et tourne de nombreux films de qualité inégale, parmi lesquels L'Inconnu de Las Vegas (Ocean's Eleven) en 1960 ou Les Sept Voleurs de Chicago (Robin and the Seven Hoods) en 1964. De 1960 à 1966, la troupe (qui comprend de nombreuses autres stars de l'époque comme Peter Lawford ou Joey Bishop) joue à guichets fermés dans toute l'Amérique avec un spectacle mêlant musique et comédie. Le Sands Hotel de Las Vegas dont Frank Sinatra est l'un des propriétaires, véritable quartier général du Rat Pack, voit défiler certaines des plus grandes célébrités des années 1960 (y compris des hommes politiques) qui viennent assister à des représentations faisant de la ville du Nevada un centre majeur du monde du divertissement, alors que Las Vegas n'est qu'un vaste terrain de jeu sans autre distraction que les nombreux casinos.
Devenu une star incontournable, Sammy Davis Jr. refuse de jouer dans les salles qui pratiquent la ségrégation raciale. Ces refus auraient participé à l'arrêt des discriminations dans les clubs de Las Vegas et Miami Beach, et dans les casinos de l'État du Nevada.
Le 4 juillet 1985, Sammy Davis Jr. est sur la scène du théâtre des Champs-Élysées à Paris, pour un concert exceptionnel au profit du Fonds des Nations unies pour l'enfance (Unicef).
En 1989, pour la tournée mondiale « The ultimate Event », alors que Dean Martin avait abandonné pour raisons de santé, Sammy Davis, qui venait de se faire opérer des hanches mais toujours dévoué à la « loi » du Rat Pack, avait répondu « présent » à l’appel de Sinatra.

### Vie privée
Sa carrière faillit se briser le 19 novembre 1954 : il est victime d'un accident de voiture sur un passage à niveau de la Route 66 à hauteur de San Bernardino (Californie), alors qu'il se rend à l'enregistrement du générique du film de Joseph Pevney, avec Tony Curtis, La Police était au rendez-vous (Six Bridges to Cross). Il échappe de justesse à la mort mais perd l'usage de son œil gauche (il portera un œil de verre jusqu'à sa mort).
Pendant son séjour à l'hôpital, son ami Eddie Cantor lui parle des points communs entre la condition des Noirs américains et du peuple juif. Davis se convertit finalement au judaïsme après la lecture d'un livre sur l'histoire des Juifs, toujours pendant sa convalescence. Un paragraphe évoquant la persévérance dont les Juifs ont fait preuve, le marque particulièrement : « Les Juifs ne peuvent pas disparaître. Trois millénaires d'enseignement prophétique les ont résignés, et ont fait naître en eux un désir de vivre qu'aucune tragédie ne pourrait anéantir. »
Dans ses différentes autobiographies, Sammy décrit un style de vie dissolue, où se mêlent alcoolisme, cocaïne et femmes. Il fait également état de problèmes financiers réguliers.

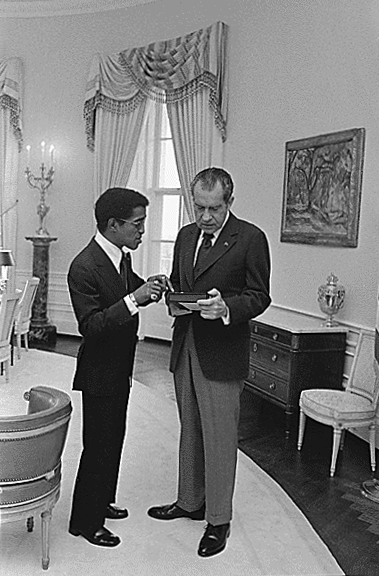
Sammy Davis Jr. dans le bureau ovale avec Richard Nixon, le 4 mars 1973.

En 1960, il crée la polémique en épousant l'actrice d'origine suédoise May Britt, dans une Amérique encore profondément ségrégationniste. Il reçoit des lettres de menaces après avoir été choisi pour jouer à Broadway dans la comédie musicale Golden Boy en 1964. Ce qui ne semble pas ternir l'enthousiasme des fans : le spectacle est un succès (au début) mais s'arrête finalement après quelques représentations. Les mariages interraciaux sont alors interdits par la loi dans trente-et-un États, des lois abolies par la Cour suprême américaine en 1967. May Britt donne naissance à une fille, Tracey, et le couple adopte deux autres enfants. Sammy, qui enchaîne les spectacles, passe peu de temps avec sa femme. Il avoue également entretenir une relation avec la chanteuse Lola Falana (sa partenaire dans Golden Boy), ce qui précipite le divorce du couple prononcé en 1968. Cette même année, Sammy Davis Jr. commence à fréquenter Altovise Gore (en), une danseuse rencontrée lors d'un show TV. Ils se marient le 11 mai 1970 lors d'une cérémonie à Philadelphie célébrée par le révérend Jesse Jackson, et resteront unis jusqu'à la mort de Sammy en 1990.
Il est l'une des premières célébrités masculines à admettre publiquement son goût pour les séries télé à l'eau de rose, particulièrement celles diffusées sur ABC. Un aveu qui lui permet de décrocher un petit rôle de toxicomane dans la série Hôpital central (General Hospital), ainsi qu'une apparition régulière dans la série On ne vit qu'une fois (One Life to Live) dans la peau de Chip Warren, un rôle pour lequel il est nommé aux Daytime Emmy en 1980 (les Daytime Emmy récompensent les programmes diffusés en journée aux États-Unis).
Peu avant sa mort, Sammy Davis Jr. se voit récompensé par la communauté noire lors d'une émission de télévision intitulée Sammy Davis Jr’s 60th Anniversary Celebration. À la surprise générale, il remercie Jésus pendant son discours, ce qui ne manque pas de provoquer une polémique finalement atténuée lorsque l'artiste explique que la phrase avait été sortie de son contexte, et ne faisait pas référence à ses convictions personnelles.
Gros fumeur, Sammy Davis Jr. est atteint d'un cancer de la gorge ; il meurt à Beverly Hills (Californie) le 16 mai 1990 à l'âge de 64 ans, à la suite de complications liées à sa maladie. Il est enterré au cimetière du Forest Lawn Memorial Park de Glendale (Californie), aux côtés de son père et celui qu'il considérait comme son « oncle » Will Mastin ; son épouse l'y rejoindra en 2009.
Une vente aux enchères est organisée peu après sa mort afin de régler ses nombreuses dettes, notamment une partie des arriérés d'impôts réclamés par l'État fédéral. Longtemps aux prises avec des problèmes fiscaux après la mort de son mari, Altovise a été incluse en 2008 sur la liste des principaux contribuables délinquants, avec plus de 2,7 millions de dollars d'impayés au titre de l'impôt sur le revenu.

## Discographie
Liste des albums originaux (33 tours) sortis pendant la période d'enregistrement de 1955 à 1982 :
- Just for Lovers (1955)
- Starring Sammy Davis Jr. (1955)
- Here's Lookin' at You (1956)
- Mr. Wonderful (1956)
- It's All Over but the Swingin' (1957)
- Boy Meets Girl avec Carmen McRae (1957)
- Sammy Davis Jr. Jumps with Joya Sherrill avec Joya Sherrill (1957)
- Sammy Swings (1957)
- All the Way... and Then Some! (1958)
- Mood to Be Wooed avec Mundell Lowe (1958)
- Sammy Davis, Jr. at Town Hall (1959)
- Porgy and Bess avec Carmen McRae (1959)
- I Gotta Right to Swing (1960)
- Sammy Awards (1960)
- Mr. Entertainment (1961)
- The Wham of Sam (1961)
- The Sammy Davis Jr. All-Star Spectacular (1962)
- Sammy Davis Jr. Belts the Best of Broadway (1962)
- What Kind of Fool Am I and Other Show-Stoppers (1962)
- Sammy Davis Jr. At the Cocoanut Grove (1963)
- As Long As She Needs Me (1963)
- The Shelter of Your Arms (1964)
- Sammy Davis Jr. Salutes the Stars of the London Palladium (1964)
- Sammy Davis Jr. Sings Mel Torme's California Suite avec des arrangements de Marty Paich (1964)
- Sammy Davis Jr. Sings the Big Ones for Young Lovers (1964)
- Our Shining Hour avec Count Basie, arrangements de Quincy Jones (1965)
- Golden Boy (1965)
- When the Feeling Hits You! avec Sam Butera & The Witnesses (1965)
- Sammy's Back on Broadway avec des arrangements de Claus Ogerman (1965)
- Sammy Davis Sings If I Ruled the World and Other Broadway Greats (1965)
- The Nat King Cole Song Book, album en hommage à Nat King Cole (1965)
- The Sammy Davis Jr. Show (1966)
- Sammy Davis, Jr. Sings - Laurindo Almeida Plays avec Laurindo Almeida (1966)
- Sounds of '66 avec Buddy Rich (1966)
- Sammy Davis, Jr. Sings the Complete "Dr. Dolittle" (1967)
- That's All! Recorded Live at The Sands Hotel, Las Vegas (1967)
- I've Gotta Be Me (1968)
- Lonely Is the Name (1968)
- The Going's Great (1969)
- Sammy Steps Out (1970)
- Something for Everyone (1970)
- Sammy Davis Jr. Now (1972)
- It's a Musical World (1972)
- Portrait of Sammy Davis, Jr. (1972)
- That's Entertainment (1974)
- The Song and Dance Man (1976)
- In Person '77 (1977)
- Stop the World – I Want to Get Off (1978)
- Closest of Friends (1982)

## Filmographie

### Cinéma
- 1933 : Seasoned Greetings (Court-métrage) : Henry Johnson
- 1933 : Rufus Jones for President (Court-métrage) : Rufus Jones
- 1947 : Sweet and Low (Court-métrage) : Un membre du Will Maston Trio
- 1956 : Meet Me in Las Vegas : Sammy Davis Jr.
- 1958 : Anna Lucasta : Danny
- 1959 : Porgy and Bess : Sportin Life
- 1960 : L'Inconnu de Las Vegas (Ocean's Eleven) : Josh Howard
- 1960 : Pepe : Sammy Davis Jr.
- 1962 : Les Trois Sergents (Sergeants 3) : Jonah Williams
- 1962 : Convicts 4 : Wino
- 1963 : L'Opéra de quat'sous (Three Penny Opera) : Un chanteur en ballade
- 1963 : La Revanche du Sicilien (Johnny Cool) : Educated
- 1964 : Les Sept Voleurs de Chicago (Robin and the 7 Hoods) : Will
- 1965 : Tendre garce (Nightmare in the Sun) : Un conducteur de camion
- 1966 : A Man Called Adam : Adam Johnson
- 1968 : Sel, poivre et dynamite (Salt and Pepper) : Charles Salt
- 1969 : Sweet Charity : Big Daddy
- 1970 : One More Time : Charles Salt
- 1975 : Gone with the West (en) : Kid Dandy
- 1979 : Sammy Stops the World : Littlechap
- 1981 : L'Équipée du Cannonball (The Cannonball Run) : Morris Fenderbaum
- 1982 : Les Malheurs de Heidi (Heidi's Song) : Head Rattr
- 1983 : T'es fou Jerry (Cracking Up) : Sammy Davis Jr.
- 1984 : Cannon Ball 2 (The Cannonball Run II) : Morris Fenderbaum
- 1988 : Pleine lune sur Parador (Moon over Parador), de Paul Mazursky : Lui-même
- 1989 : Tap (Tap) : Little Mo

### Télévision
- 1959 : The Zane Grey Theatre (Série TV) : Caporal Smith
- 1961 : Lawman (Série TV) : Willie Shay
- 1961 : Drama 61-67 (Série TV) : Beppo
- 1962 : Frontier Circus (en) (Série TV) : Cato Richards
- 1962 : Hennesey (Série TV) : Frogman Cannonball Pipper
- 1962 : The Dick Powell Show (en) (Série TV) : Gabe Masters
- 1962 : Les barons de la pègre (Cain's Hundred) (Série TV) : Sammy Davis Jr.
- 1962 : 77 Sunset Strip (Série TV) : Kid Pepper
- 1962 : L'Homme à la carabine (The Rifleman) (Série TV) : Tip Corey / Wade Randall
- 1963 : Make Room for Daddy (Série TV) : Sammy Davis Jr.
- 1963 : Ben Casey (Série TV) : Allie Burns
- 1963 : L'Homme à la Rolls (Burk's Law) (Série TV) : Cordwainer Bird
- 1966 : Alice in Wonderland or What's a Nice Kid Like You Doing in a Place Like This? (Téléfilm) : The Cheshire Cat
- 1966 : Les Mystères de l'Ouest (Wild Wild West) (Série TV) : Jeremiah
- 1967 : Jinny de mes rêves (I Dream Of Jeannie) (Série TV) : Sammy Davis Jr.
- 1967 : The Danny Thomas Hour (Série TV) : Chris Christiansen
- 1969 : Le Pigeon  (The Pigeon) (Série TV) : Larry Miller
- 1969 : The Beverly Hillbillies (Série TV) : Un sergent de police / Sgt. Patrick Muldoon
- 1969-1970 : La nouvelle équipe (Mod Squad) (Série TV) : Père John Banks / Billy Lee Watson / Willie Rush
- 1970 : Here's Lucy (Série TV) : Sammy Davis Jr.
- 1970 : Make Room for Granddaddy (Série TV) : Barney Shaker
- 1970 : Les Règles du jeu (The Name of the Game) (Série TV) : Bill Baker
- 1971 : La poursuite (The Trackers) (Téléfilm) : Ezekiel Smith
- 1972 : The Courtship of Eddie's Father (Série TV) : Rodney River Jr.
- 1972 : All in the Family (Série TV) : Sammy Davis Jr.
- 1973 : Poor Devil (Téléfilm) : Sammy
- 1973 : Old Faithful (Série TV) : Sammy Davis Jr.
- 1975 : Chico and the Man (Série TV) : Sammy Davis Jr.
- 1977 : Drôles de dames (Charlie's Angels) (Série TV) : Sammy Davis Jr. - Herbert Brubaker
- 1979 : On ne vit qu'une fois (One Life to Live) (Série TV) : Chip Warren
- 1980 : Archie Bunker's Place (Série TV) : Sammy Davis Jr.
- 1980 : Sanford  (Série TV) : Sammy Davis Jr..
- 1982 : Hôpital central (General Hospital) (Série TV) : Eddie Phillips
- 1983-1984 : L'Île fantastique (Fantasy Island) (Série TV) : Mr. Bojangles / Edward Ross Sr.
- 1984 : Pryor's Place (Série TV) : Smooth Sam
- 1984 : The Jeffersons (Série TV) : Sammy Davis Jr.
- 1985 : Allô Nelly Bobo (Gimme a Break) (Série TV) : Sammy Davis Jr. - Albert
- 1985 : Alice aux pays des merveilles (Alice in Wonderland) (Série TV) : La chenille / Père William
- 1989 : Cosby Show (Série TV) : Ray Palomino
- 1989 : Rick Hunter (Série TV) : Benny Schafer
- 1990 : Un papa pour Noël (The Kid Who Loved Christmas) (Téléfilm) : Sideman

## Spectacles à Broadway
- Mr. Wonderful (en) (1957), comédie musicale
- Golden Boy (1964), comédie musicale - nommé aux Tony Awards dans la catégorie "Meilleur acteur de comédie musicale"
- Sammy (1974), représentation unique, spectacle en trio avec les Nicholas Brothers
- Stop the World - I Want to Get Off (1978), comédie musicale (reprise)

## Divers
- Se voyant refuser l'accès dans un restaurant à cause de sa couleur de peau, il achète le restaurant pour plus d'un million de dollars, renvoie tout le personnel et revend le restaurant pour 750 000 $.
- La chanson The Rhythm of Life, tirée de la comédie musicale Sweet Charity, a été utilisée pour une publicité de la marque de bière Guinness, une publicité qui remporta de nombreux prix.
- Sammy Davis Jr. est le chanteur du générique de la série policière Baretta diffusée par ABC entre 1975 et 1978.
- Fan de longue date de la version américaine de La Famille en or, Davis s'est improvisé remplaçant du présentateur de l'époque, Richard Dawson, pendant une partie du programme, lors d'une émission diffusée en 1979.
- Au Japon, il est apparu dans des publicités pour du café.
- Alice Cooper lui rend hommage dans sa chanson Model Citizen sortie en 1980, dans la phrase : « Je suis peut-être le sauveur, venu pour vous / Je suis un ami de Sammy Davis / Par accident ».
- Tom Petty évoque Sammy dans sa chanson Swinging paru en 1999 sur l'album Echo.
- Michael Jackson a écrit et composé avec Buz Kohan une chanson sur Sammy Davis Jr. intitulée You Were There, qu'il a interprétée lors de l'émission de 1990 Sammy Davis Jr’s 60th Anniversary Celebration devant un Sammy Davis Jr. très ému[7].
- Au moins deux chansons du groupe de métal américain GWAR lui font référence : Sammy parue sur l'album Carnival of chaos en 1997, et Child on parue sur l'album We kill Everything en 1999, avec cette phrase : « Elle n'a pas compris / Que j'étais un joyeux drille à la Sammy Davis Jr., mec ».
- Le groupe de punk californien Lagwagon lui rend hommage dans une chanson dont le titre renvoie au jour de sa mort, May 16, parue sur l'album Blaze en 2003.
- Sammy Davis Jr. est incarné par Don Cheadle dans le téléfilm américain The Rat Pack diffusé sur la chaîne câblée HBO.
- Bill Cosby, un ami de Sammy (il est d'ailleurs apparu dans un épisode du Cosby Show en 1989, l'une de ses dernières apparitions à la télévision), portait un pin's où l'on pouvait lire « SDJR »  dans son show, de la mort de son ami en 1990 jusqu'à la fin de la série en 1992.
- Les Soul Train Music Awards, qui récompensent chaque année les meilleurs artistes noirs américains, ont créé un prix appelé le « Sammy Davis Jr. Award » récompensant le meilleur artiste de l'année, toutes catégories confondues. Michael Jackson fut l'un des premiers à le recevoir[Quand ?].
- Le groupe Will Haven a sorti en 2007 un titre s'intitulant Sammy Davis Jr's One Good Eye en l'honneur de l'artiste américain.
- Dans le film Wayne's World 2, Wayne (incarné par Mike Myers) retrouve Jim Morrison en rêve alors que ce dernier discute avec Sammy Davis Jr.
- Son nom apparaît dans le gag du mur dans le générique des Simpson Saison 6,  Épisode 4 : Itchy & Scratchy Land quand Bart écrit : « Je ne suis pas la réincarnation de Sammy Davis Jr » (I am not the reincarnation of  Sammy Davis Jr).

### Citation apocryphe
- « Je suis noir, je suis borgne et je suis Juif ». Cette citation apocryphe est faussement attribuée à Sammy Davis Jr., telle une légende urbaine. Dans son livre d'entretiens autobiographiques Yes I Can (1965)[8] il la considère clairement comme une blague « nuisible et insidieuse »[9] :

« [Question de Jane et Burt Boyar] : J'ai lu une blague dans un journal : vous jouez au golf à Long Island, un pro vous demande quel est votre handicap et vous lui répondez : "Je suis noir, je suis borgne et je suis juif ; ce n'est pas suffisant ?". Quel est votre sentiment sur les blagues à propos de Sammy Davis, Jr. ? »
[Réponse de Sammy Davis Jr.] : « Ce sont les aléas du métier ; il faut dire que c'est agréable d'être connu au point que les gens font des blagues sur vous, mais certaines sont nuisibles et insidieuses, et je les méprise. »

#### Autobiographies
- Yes I Can : the story of Sammy Davis, Jr., avec Burt et Jane Boyar, New York, 1965 ; nouv. éd. 1990  (ISBN 0-374-52268-5) ; trad. par Alain Coblence et Hélène Seyrès, Paris, 1967.
- Why me ? : the Sammy Davis, Jr. Story, avec Burt et Jane Boyar, New York, 1980  (ISBN 0446360252) ; trad. par France-Marie Watkins, Paris, 1990  (ISBN 2-85565-526-9)
- Sammy, an Autobiography: with material newly revised from Yes I can and Why me?, avec Burt et Jane Boyar, New-York, 2000  (ISBN 0374293554).Reprend les deux livres précédents complétés de textes inédits.
- Hollywood in a Suitcase, New York, 1980  (ISBN 0425050912).

#### Essais
- Georges Ayache, Une histoire américaine : Frank Sinatra, Dean Martin, Sammy Davis, Jr., Joey Bishop, Peter Lawford, éditions Choiseul, 2010